# Сёстры милосердия

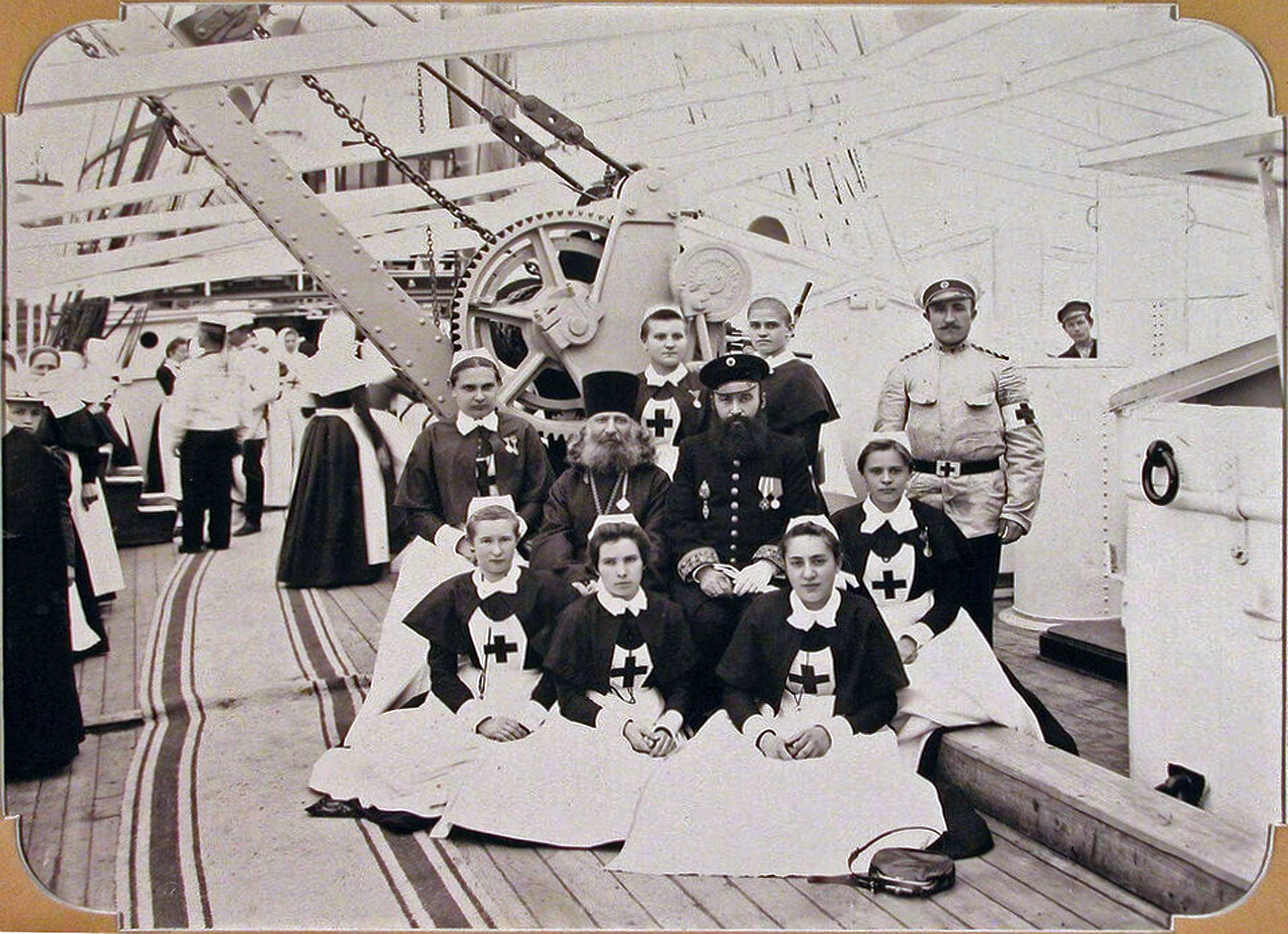
Сёстры милосердия на палубе плавучего госпиталя «Царица»

Сёстры милосе́рдия — католическая женская монашеская конгрегация, основанная Кэтрин Элизабет Маколи в Дублине (Ирландия) 12 декабря 1831 года. Деятельность конгрегации «Сёстры милосердия» направлена на помощь обездоленным и образование малообеспеченных. Члены конгрегации принимают обеты бедности, послушания и целомудрия. Отличительной чертой конгрегации является принятие характерного только для этой общины особого обета служения и активная общественная деятельность, проявляющаяся в лоббировании определённых политических программ. В соответствии со своей миссией многие монахини занимаются преподавательской, медицинской и благотворительной деятельностью.

## История

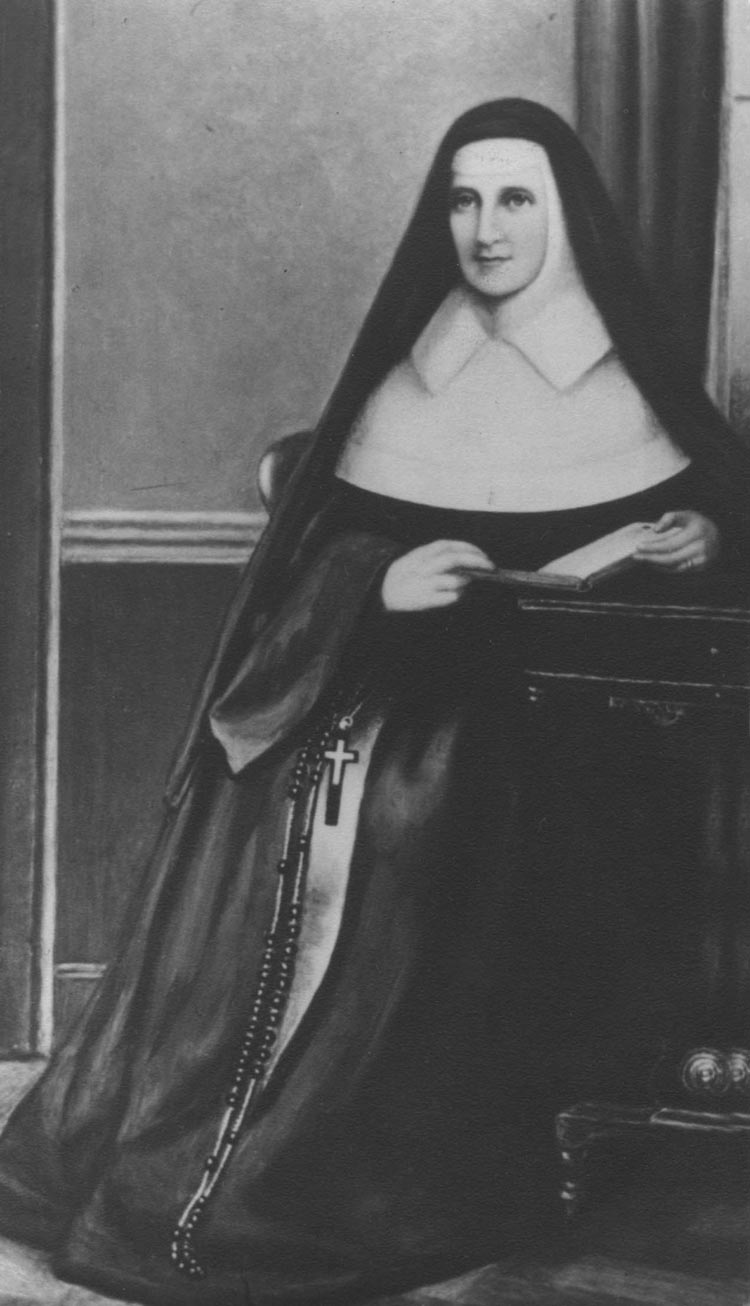
Кэтрин Элизабет Маколи,
основательница конгрегации

Конгрегация «Сёстры милосердия» была основана Кэтрин Элизабет Маколи, которая после получения наследства направила значительные материальные средства на организацию «Дома милосердия» в Дублине. В этом доме последовательницы Кэтрин Элизабет Маколи оказывали разнообразные образовательные, религиозные и социальные услуги бедным женщинам и детям. «Дом милосердия» сохранился до нашего времени. Сейчас в нём находится «Международный центр милосердия». Светская деятельность женской общины, собранной при «Доме милосердия» в первое время столкнулась с настороженностью церковной иерархии. Чтобы не было проблем с церковной властью, Кэтрин Элизабет Маколи по совету своего духовника стала заниматься учреждением монашеской конгрегации.
При жизни Кэтрин Элизабет Маколи монашеская община состояла примерно из 150-и человек. Были основаны новые 12 домов сестёр в Ирландии и 2 в Англии. После смерти Кэтрин Элизабет Маколи 11 ноября 1841 года монашеская конгрегация «Сёстры Милосердия» стала постепенно распространять свою деятельность в США, Австралии, Новой Зеландии и Аргентине.
В 1992 году конгрегацией «Сёстры милосердия» была создана Международная ассоциация милосердия (Mercy International Association), валовой доход которой в 2006 году составила около 5,5 миллионов фунтов стерлингов.
20 мая 2009 года деятельность конгрегация подверглась расследованию со стороны Ирландского правительства. Доклад «Комиссии по расследованию жестокого обращения с детьми» обвинил монахинь в физическом, словесном и сексуальном насилии над детьми, проживавшими в детских домах конгрегации.